# バクスターの公式

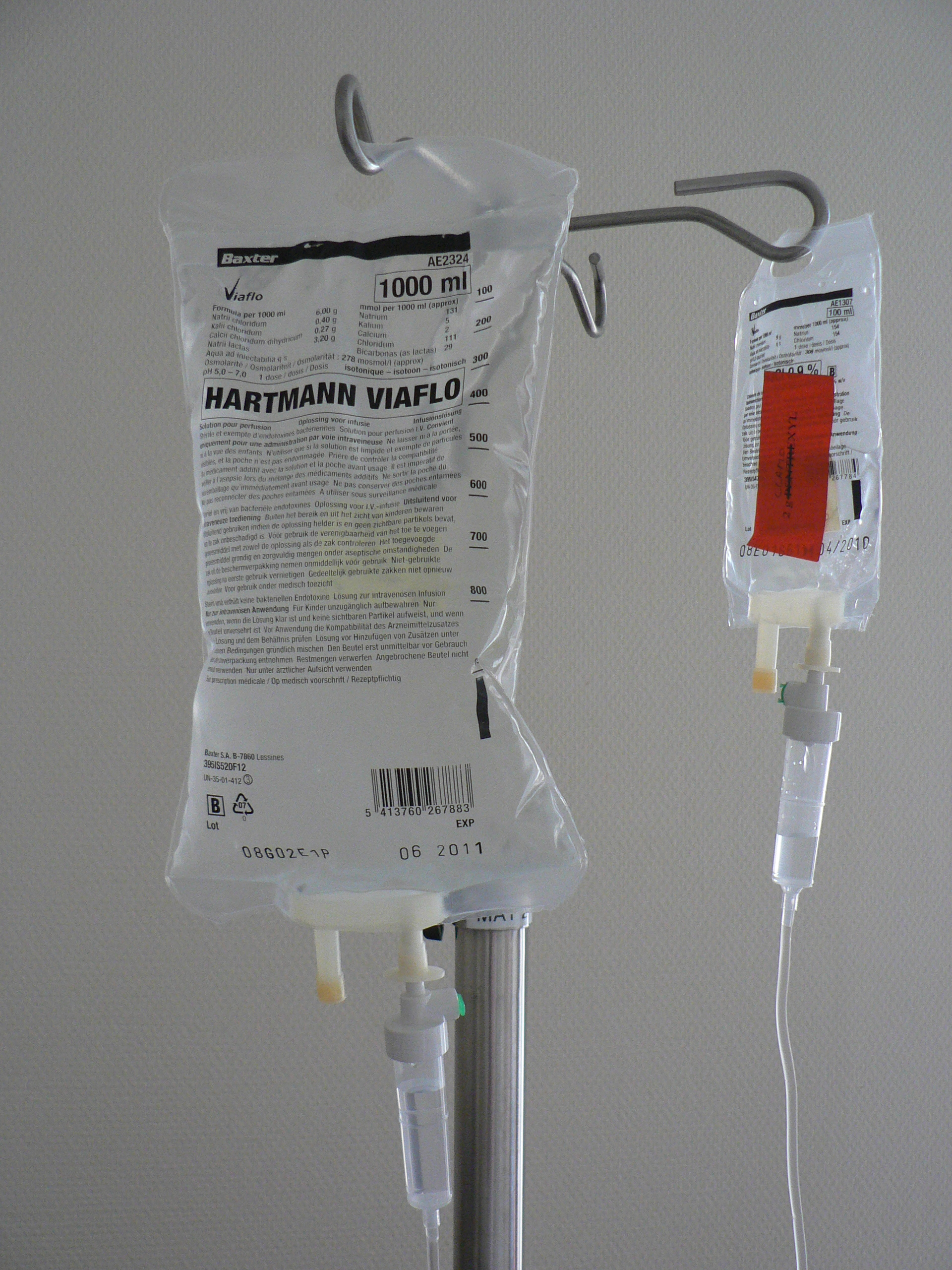
点滴装置

バクスターの公式（Baxter formula）とは、熱傷受傷後24時間で投与する総輸液量の計算方法である。パークランドの公式（Parkland formula）とも呼ばれる。名前はパークランド記念病院の医師であったチャールズ・R・バクスターに由来する。

## 概要
バクスターの公式は、
Baxter法＝乳酸加リンゲル4 ml×熱傷面積(%)×体重(kg)で求められる。
熱傷面積はⅡ度(%)＋Ⅲ度(%)で計算し、Ⅰ度熱傷は面積に含めない。重症度の判定に用いるBurn Index=Ⅱ度(%)×1/2＋Ⅲ度(%)との混同に注意が必要。
計算で求められた総輸液量を、最初の8時間で半量を投与し、次の16時間で残り半量を投与する。
例えば、熱傷面積20 %、体重50 kgの人であれば、4×20×50＝4000 mlとなる。これを始めの8時間で2000 ml輸液し、次の16時間で2000 ml輸液するという事になる。
受傷後8時間は毛細血管透過性亢進と血管内水分喪失が著明となるため輸液量は多くなる。
ただ、バクスターの公式は目安であり、他の外傷の併存、電撃症、気道熱傷、アルコール依存、重傷深部熱傷、幼児などでは更なる輸液負荷が必要になることが多い。また、尿量、電解質、心機能に問題があれば、肺動脈楔入圧をモニタリングしながら輸液を行い、成人では尿量50 ml〜100 ml＝0.5〜1 ml/kg以上を保つように行う。